# Aloe castellorum
Aloe castellorum är en grästrädsväxtart som beskrevs av John Richard Ironside Wood. Aloe castellorum ingår i släktet Aloe och familjen grästrädsväxter. Inga underarter finns listade i Catalogue of Life.